# Tasmanoperla thalia
Tasmanoperla thalia is een steenvlieg uit de familie Austroperlidae. De wetenschappelijke naam van de soort is voor het eerst geldig gepubliceerd in 1839 door Newman.